# Ptochophyle auricincta
Ptochophyle auricincta là một loài bướm đêm trong họ Geometridae.